# Луценко Володимир Антонович
Луценко Володимир Антонович (28 квітня 1941,  м. Комсомольськ-на Амурі  — 23 листопада 2020, м. Дніпро) — український письменник, публіцист. Член Національної спілки письменників України та Національної спілки журналістів України.

## Біографія

### Навчання та трудова діяльність
Володимир Луценко народився 28 квітня 1941 році у м. Кромсомольськ-на-Амурі. У дитячі роки разом із родиною переїхав до м. Дніпродзержинськ. Після закінчення середньої школи працював у будівельному управлінні «Шляхводбуд».
З 1968 року, після закінчення Дніпропетровського державного університету, в якому навчався на філологічному факультеті, Володимир Луценко працював вчителем у школі, методистом у Палаці піонерів та школярів.
Протягом 1972—1979 років був заступником редактора дніпродзержинської газети «Дзержинець».
У 1979—1981 роках навчався у Київський вищий партійній школі на факультеті журналістики, по закінченню якої з 1981 по 1984 рік працював завідувачем відділу культури обласної газети «Дніпровська правда». З 1986 по 2001 рік був головним редактором Дніпропетровської обласної державної телерадіокомпанії.
З 1993 року також був видавцем та редактором гумористично-сатиричного часопису «Носоріг».
У період 2003—2005 років був відповідальним секретарем, а з 2013 по 2020 рік — головою Дніпропетровської обласної організації НСПУ.

### Літературна діяльність
Перші твори Володимира Луценка були опубліковані у 1970-ті роки, під час його роботи у засобах масової інформації.
Згодом були опубліковані його гумористично-сатиричні збірки:
- «Фейлетонна епоха» (1995);
- «Товариши-хапуни» (1996);
- «Дохлін та Пройдохін» (1998);
- «Синдром Носорога» (1999);
- «О, яка це екзотика — політична еротика» (2000);
- «Поцілунок Сатани», «Рафаель та юшкоїди» (2001);
- «Гримаси ринкового монстра» (2005);
- «Курйози та метаморфози» (2011);
- «Світлотіні» (2018)[5].

## Відзнаки та нагороди
- Премія імені Валеріана Підмогильного, 2014[6];
- щорічна Відзнака імені Олеся Гончара журналу «Бористен», 2020[7].

## Вшанування пам'яті
У червні 2022 року за ініціативою Євгена Безуса була видана книга спогадів колег і друзів Володимира Луценка «Слово глибоке та чесне».